# Michaelssee
Der Michaelssee ist ein See bei Groß Spiegelberg im Landkreis Vorpommern-Greifswald in Mecklenburg-Vorpommern.
Das etwa 1,4 Hektar große Gewässer befindet sich im Gemeindegebiet von Jatznick, 500 Meter östlich vom Ortszentrum in Groß Spiegelberg entfernt. Der See verfügt über keinen natürlichen Zu- oder Abfluss. Die maximale Ausdehnung des Michaelssees beträgt etwa 250 mal 70 Meter.